# 191. п. н. е.

## Дани сећања
- Битка код Термопила (191. п. н. е.)